# Parc national Ziouratkoul
Le parc national Ziouratkoul ou Ziuratkul (russe : Зюраткуль) est un parc national russe créé en 1993, dans la partie sud du raïon de Satka (oblast de Tcheliabinsk, dans l'Oural). Le parc se trouve à environ 30 km au sud de Satka et 200 km à l'ouest de Tcheliabinsk. Il couvre une surface de 882 km2.

## Description
Ses caractéristiques notables comprennent le lac Ziouratkoul, l'un des rares lacs montagneux de l'Oural, situé à 754 m d'altitude, avec une superficie de 13,2 km2 et une profondeur maximale de 8 m. L'eau est peu minéralisée (≈50 mg/L). En raison de son eau claire et du paysage autour, Zyuratkul' est souvent appelé « lac Ritsa. »
Également remarquable, on trouve un certain nombre de chaînes de montagnes, parmi elles la chaîne Ziouratkoul (8 km de long, altitude maximale de 1 175 m). Une autre chaîne de montagnes, Nurgush, est le point le plus élevé de l'oblast de Tcheliabinsk, avec une altitude de 1 406 m.